# كاثوليكي الثقافة

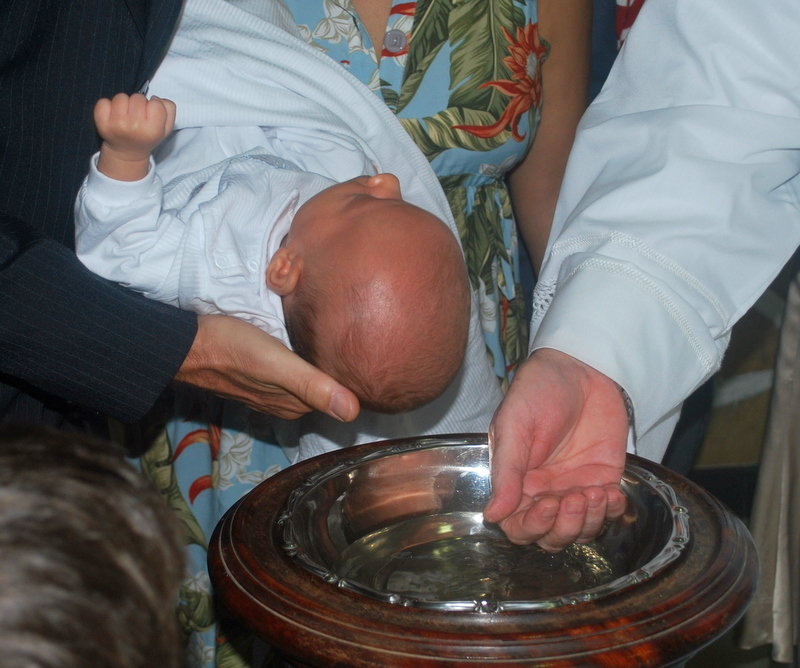
العماد، حسب المعتقدات الكاثوليكية ختم أبدي.

كاثوليكي الثقافة أو الكاثوليكية الثقافية هو مصطلح واسع يستخدم لوصف أشخاص علمانيين ذوي خلفية تراثية وحضارية كاثوليكية من ناحية عرقية أو ثقافية أو دينية أو تعليمية أو بسبب الروابط العائلية وقد لا يؤمنون بالمعتقدات الدينية الكاثوليكية أو غير ملتزمون دينيًا إذ لا يمارسون الطقوس الكاثوليكية مثل الأسرار السبعة أو حضور القداس، ولكنهم يعرّفون أنفسهم ككاثوليك لارتباطهم بالكاثوليكية وراثيًا وحضاريًا، وبسبب البيئة الاجتماعية والثقافية التي نشأوا فيها.
وقد يوصف أيضًا ملحدون ولادينيون أنفسهم كاثوليك الثقافة أو كملحدين مسيحيين ويعني ذلك عدم إيمانهم بالله أو الوهية يسوع لكنّهم يعتبرونه مَثَل أعلى ويلتزمون بتعاليمه الأخلاقية، ويلتزمون ببعض الشعائر الكاثوليكية كنوع من تراث ثقافي وحضاري.

## نظرة عامة
استنادًا للكنيسة الكاثوليكية يعتبر العماد ختم أبدي وبالتالي كل شخص نال سر العماد يبقى كاثوليكيًا حتى الممات.
كاثوليك الثقافة هم كاثوليك نالوا سر العماد عند مولدهم وهم أشخاص يعرّفون أنفسهم ككاثوليك على الرغم من عدم التزامهم بالشعائر الكاثوليكية وكثير منهم توقف عن الذهاب للقداس أو ممارسة بعض الأسرار مثل سر الاعتراف. مصطلح كاثوليكي الثقافة يختلف عن كاثوليكي السابق إذ مصطلح كاثوليكي سابق يشمل أشخاص تنازلوا عن المعتقد الكاثوليكي ولا يمارسون أي من التقاليد الكاثوليكية.
يُستخدم مصطلح «الكاثوليكيّة الثقافيّة» أيضًا للإشارة إلى أشخاص غير متدّينون ينتمون إلى جماعات عرقيّة كاثوليكيّة تاريخيّة، وأضحت الثقافة الكاثوليكية الهويّة السائدة والموحدة للشعب الإسبانيَ، والبرتغاليّ، والإيطاليّ، والفرنسيّ، والبلجيكيّ، والكرواتيّ، والتشيكيّ، والسلوفينيّ، والسلوفاكيّ، والآيرلندي، والنمساويّ، والمجريّ، والمالطيّ والبولندي، والليتوانيّ، والبافاريّ، والفرنسيّ الكنديّ، والفلبينيّ وشعوب أمريكا اللاتينية مثل الشعب الأرجنتينيّ والمكسيكيّ والبرازيليّ وغيرهم. وكثيرًا ما ترى هذه المجموعات العرقيّة الهويّة الكاثوليكيّة كجزء من هويتها الثقافية والتاريخيَّة.

## المناسبات

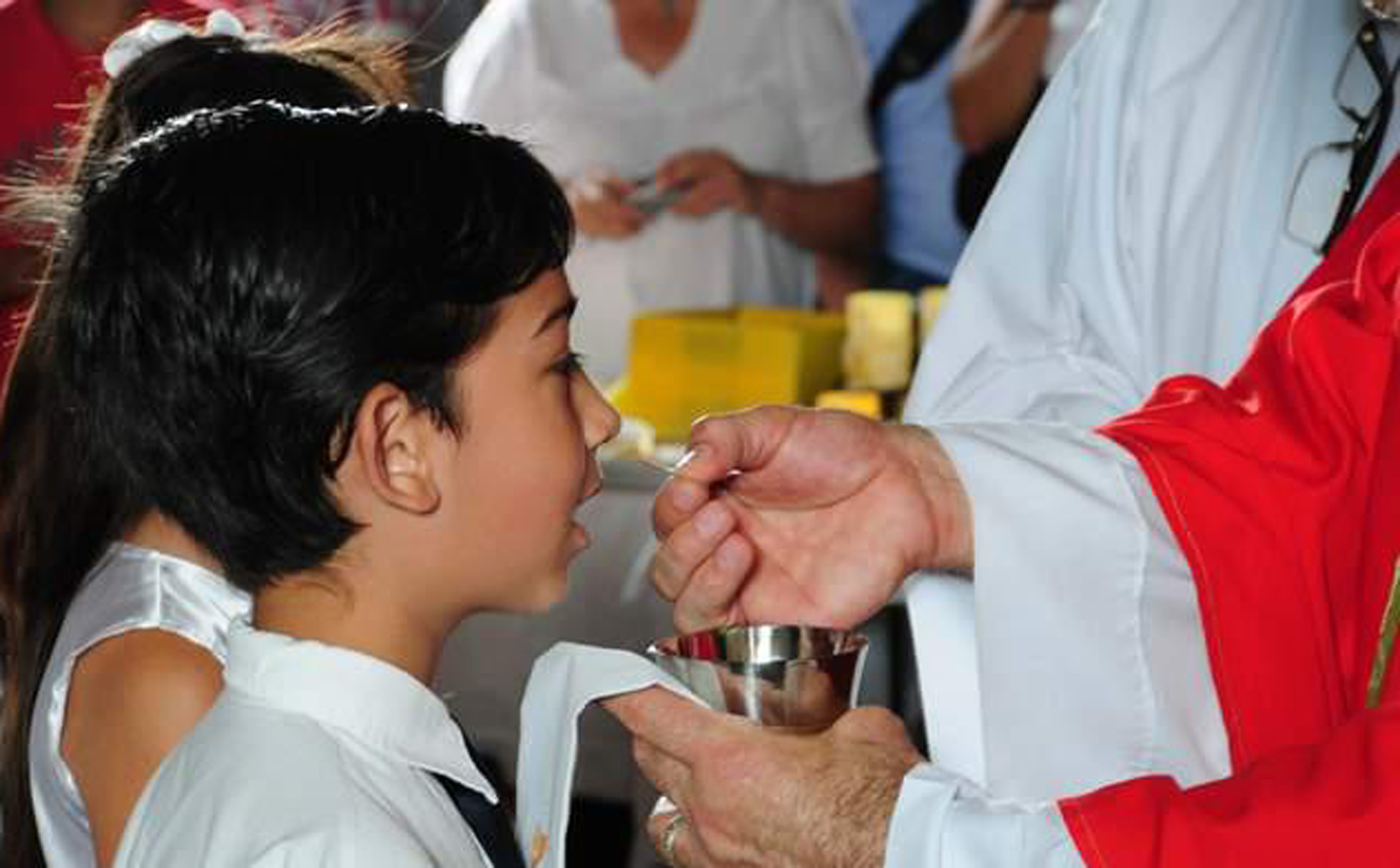
طفل يُمنح المناولة الأولى.

بالنسبة لكاثوليك الثقافة أن تكون كاثوليكيًا تعني أن تكون جزء حيوي من الثقافة المحلية المشبعة في الكاثوليكية دون العيش بالضرورة في الالتزام الديني. يظهر ذلك في الذهاب إلى الكنيسة في الأعياد الدينية والمناسبات الاجتماعية والعائلية مثل حفلات الزفاف والعمادة والجنازة وحمل أسماء مسيحية وممارسة طقوس مثل العماد وأول قربانة والأسرار السبعة المقدسة والاحتفال في الأعياد المسيحية خاصًة العائلية منها مثل عشية عيد الميلاد وتلوين بيض عيد الفصح وزيارة قبور الأقارب (خاصًة في يوم الموتى) والمشاركة في التطوافات الدينية مثل تطوافات الأسبوع المقدس و الكرنفال أو عادة الصيام عن اللحوم يوم الجمعة. الكاثوليك ثقافيًا غالبًا ما يُعَمّدون أبنائهم في صغرهم باعتباره نوع من القيم التقليدية المسيحية والتي هي جزء من هويتهم الثقافية، هذا بالإضافة إلى اعتبارهم الكتاب المقدس والليتورجيا والفن والموسيقى الكنسية جزء من ثقافتهم وقيمهم فبالنسبة للكاثوليك الثقافة إن الحفاظ على العادات والتقاليد المسيحية متعلق بالقيم الأسرية، وينظر الكثير إلى الحفاظ على العادات والتقاليد بأنها قيم عائلية وتعليمية مهمة.

## أبرز كاثوليك الثقافة

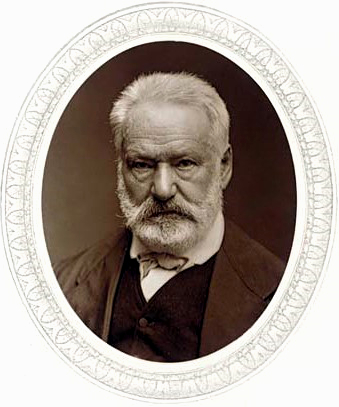
فيكتور هوغو.
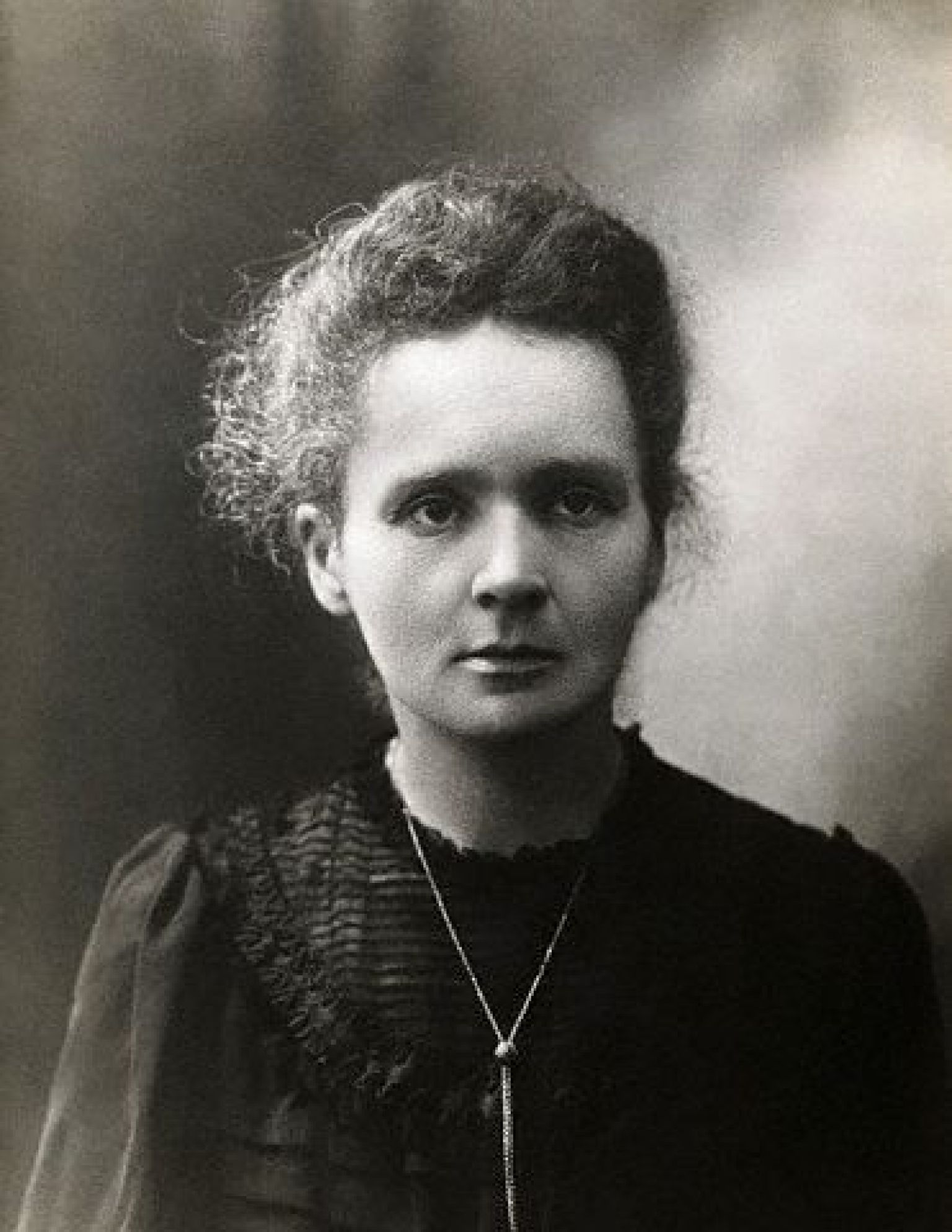
إرفين شرودنغر.
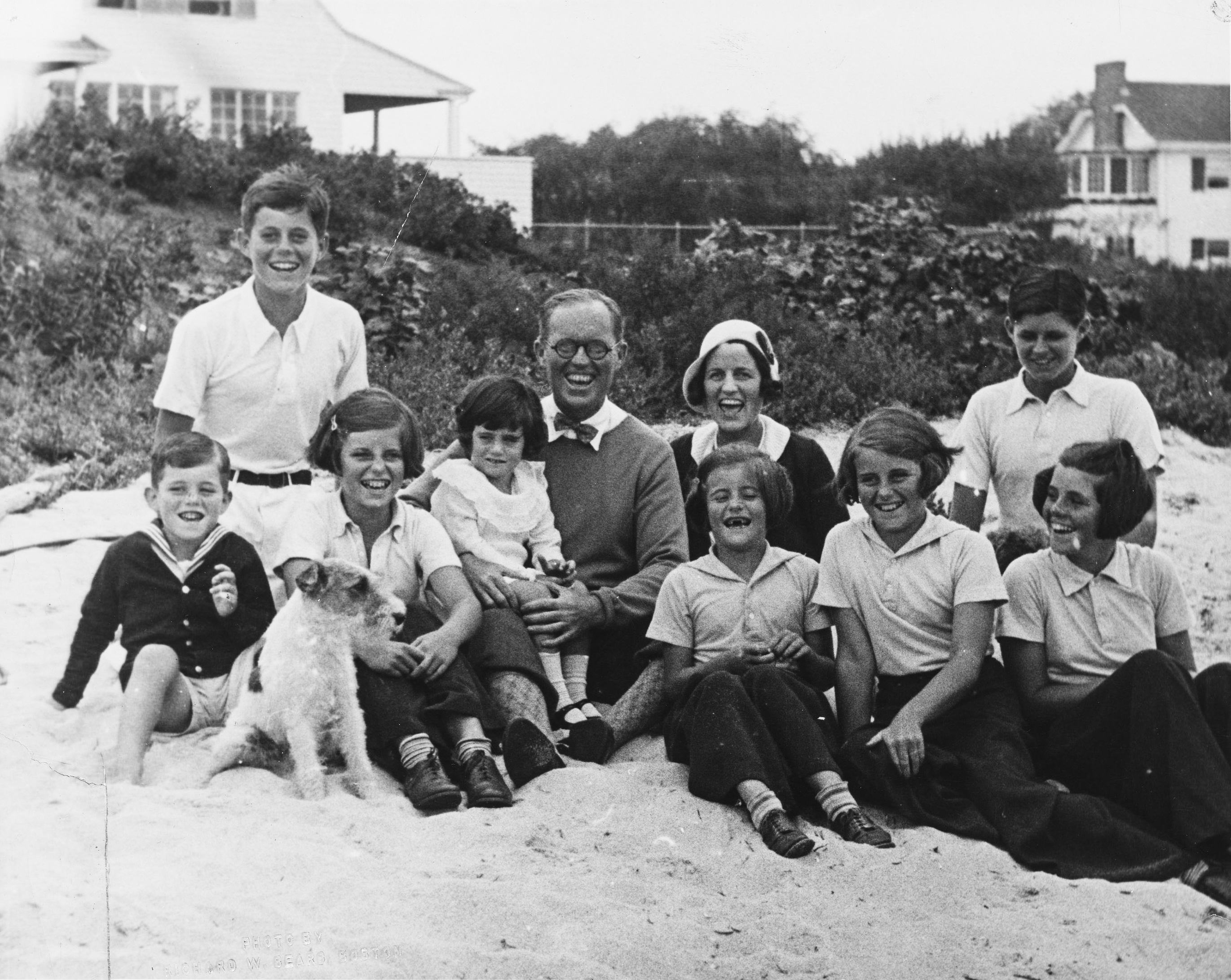
آل كينيدي.
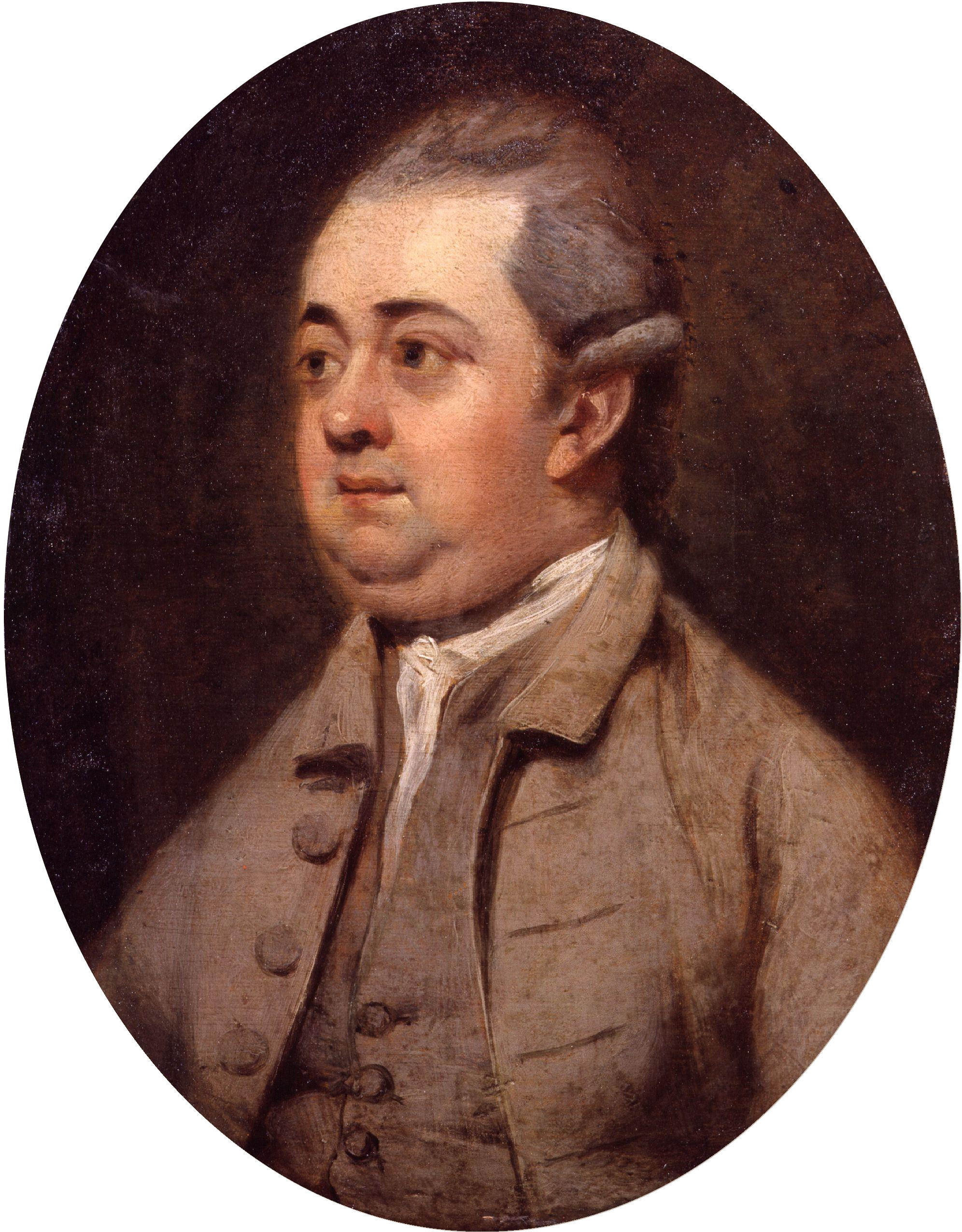
إدوارد جيبون.
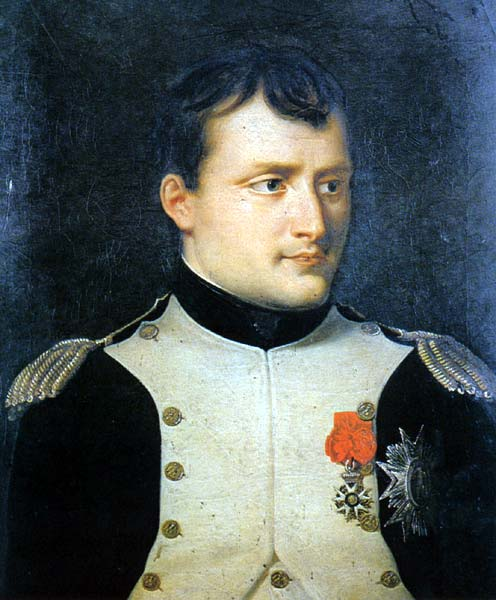
نابليون بونابرت.
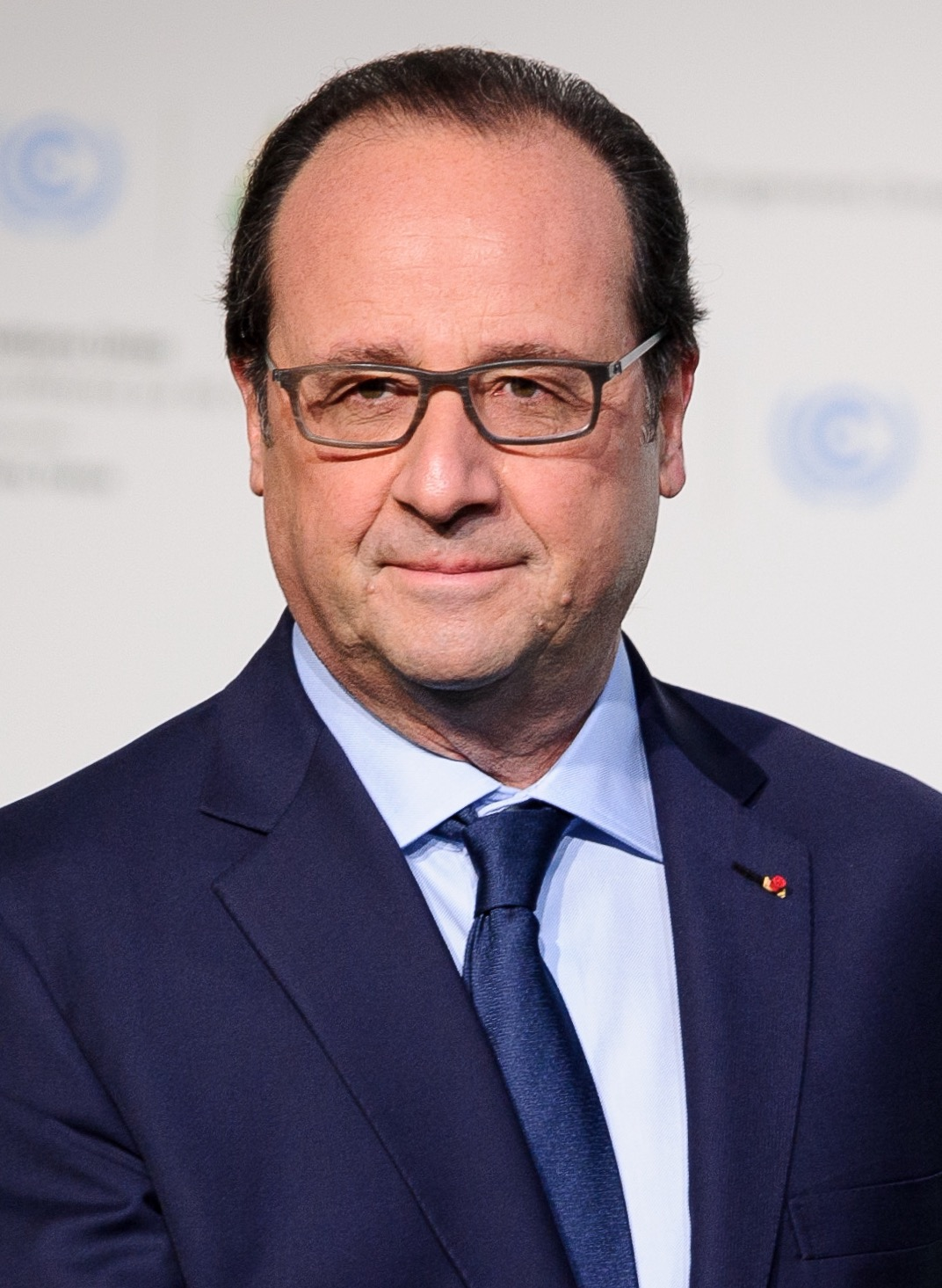
فرنسوا هولند.
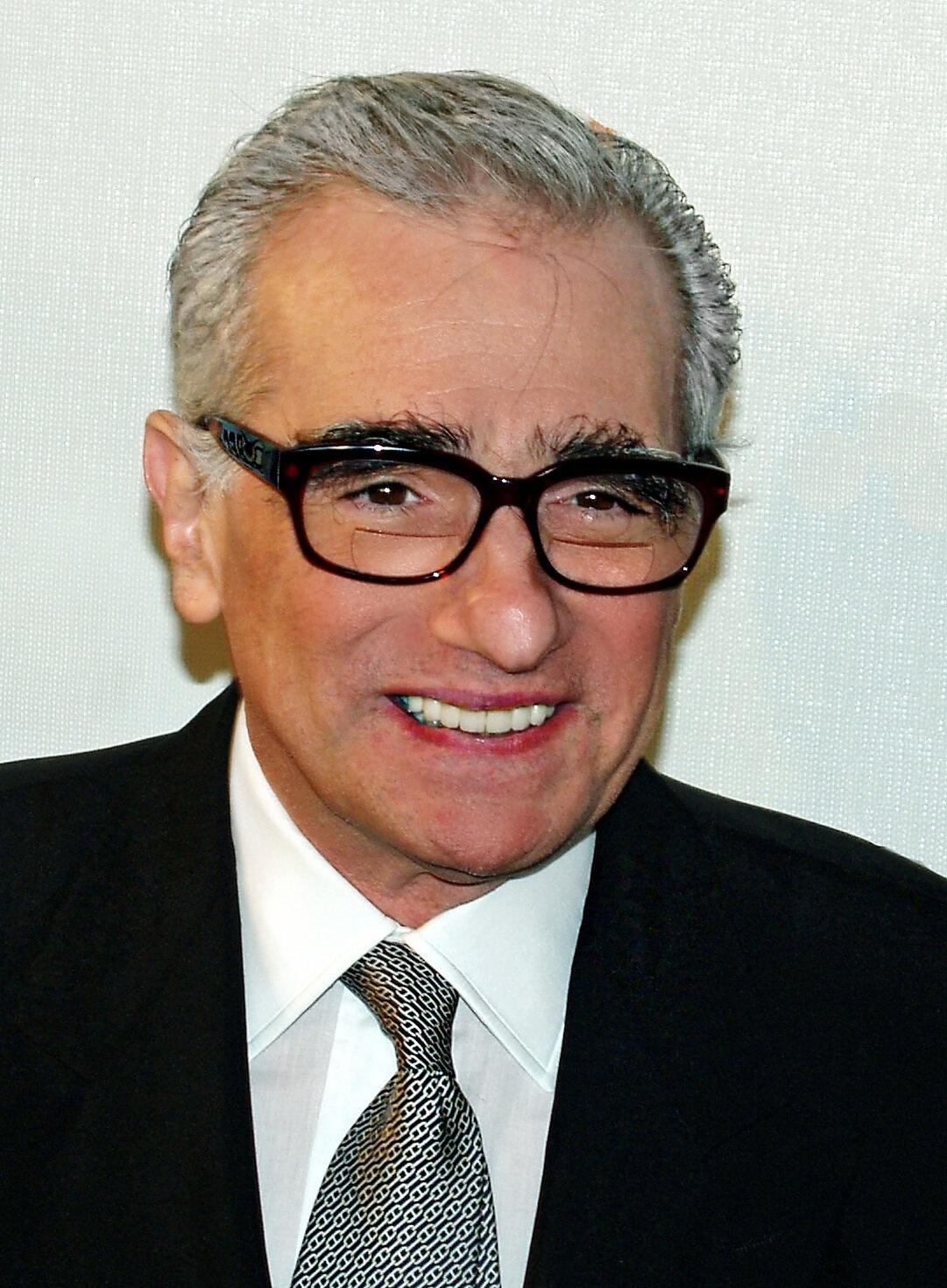
مارتن سكورسيزي.
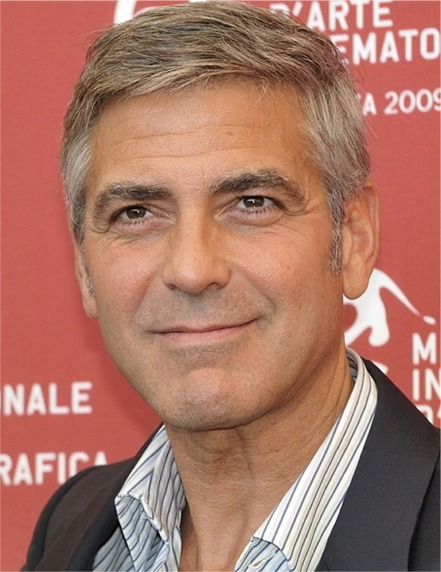
جورج كلوني.
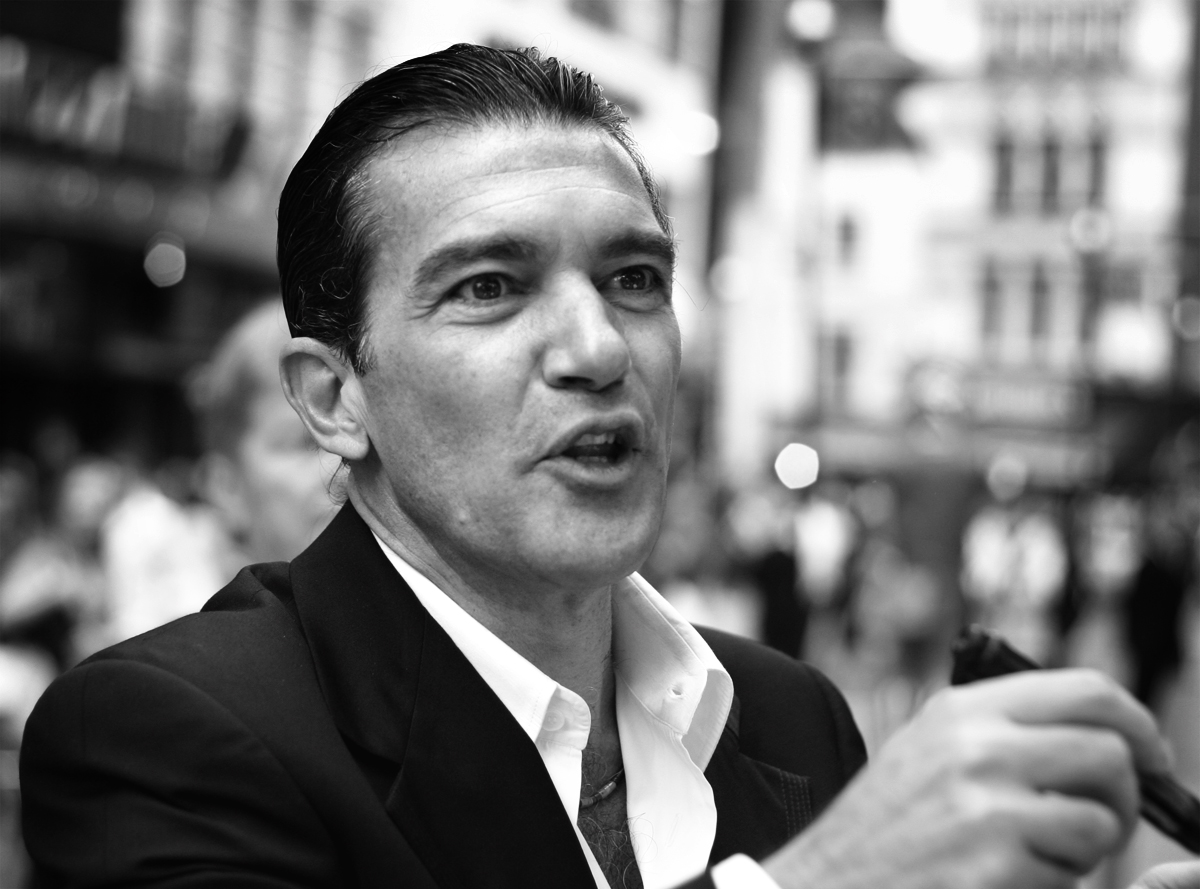
أنطونيو بانديرس.
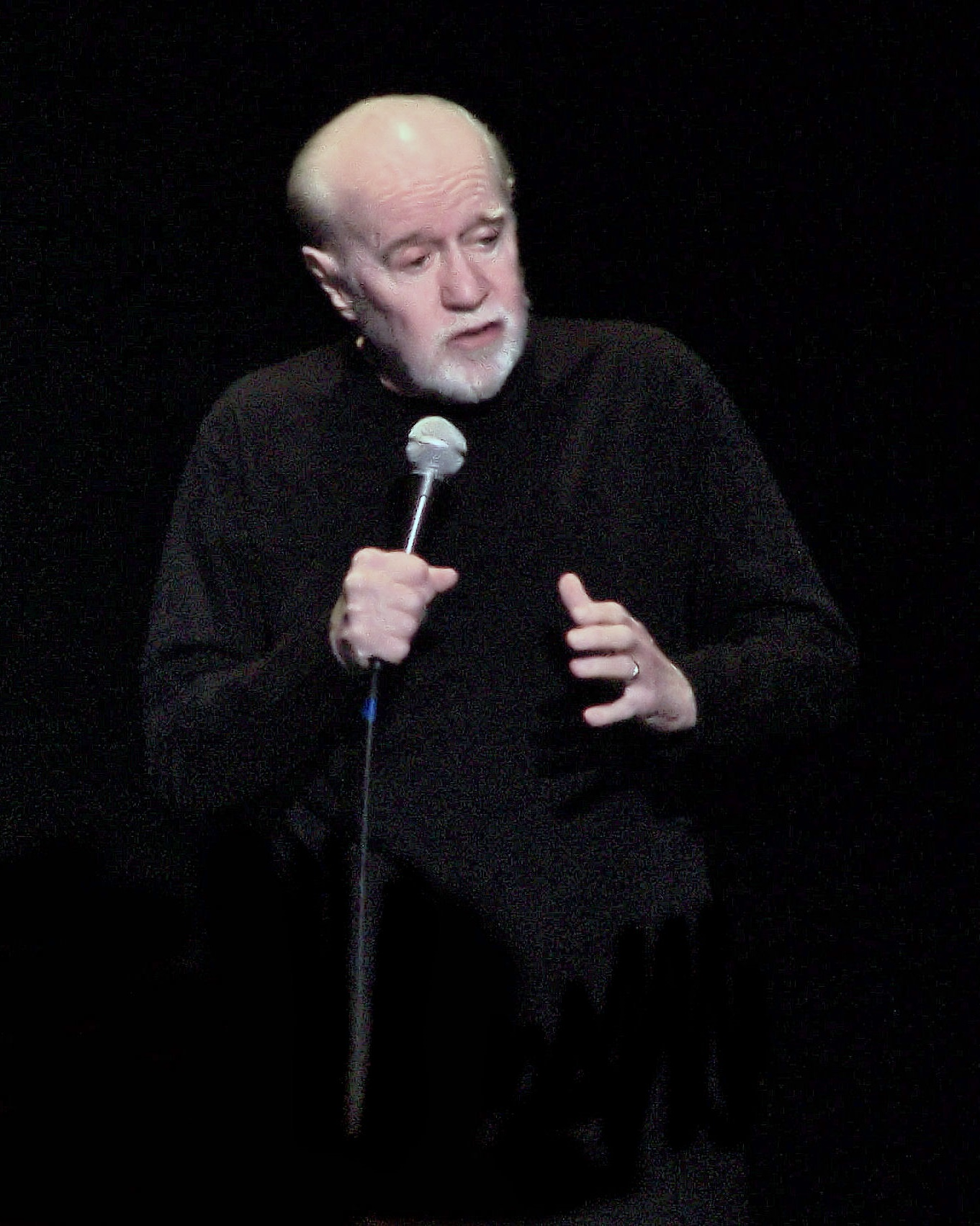
جورج كارلين.
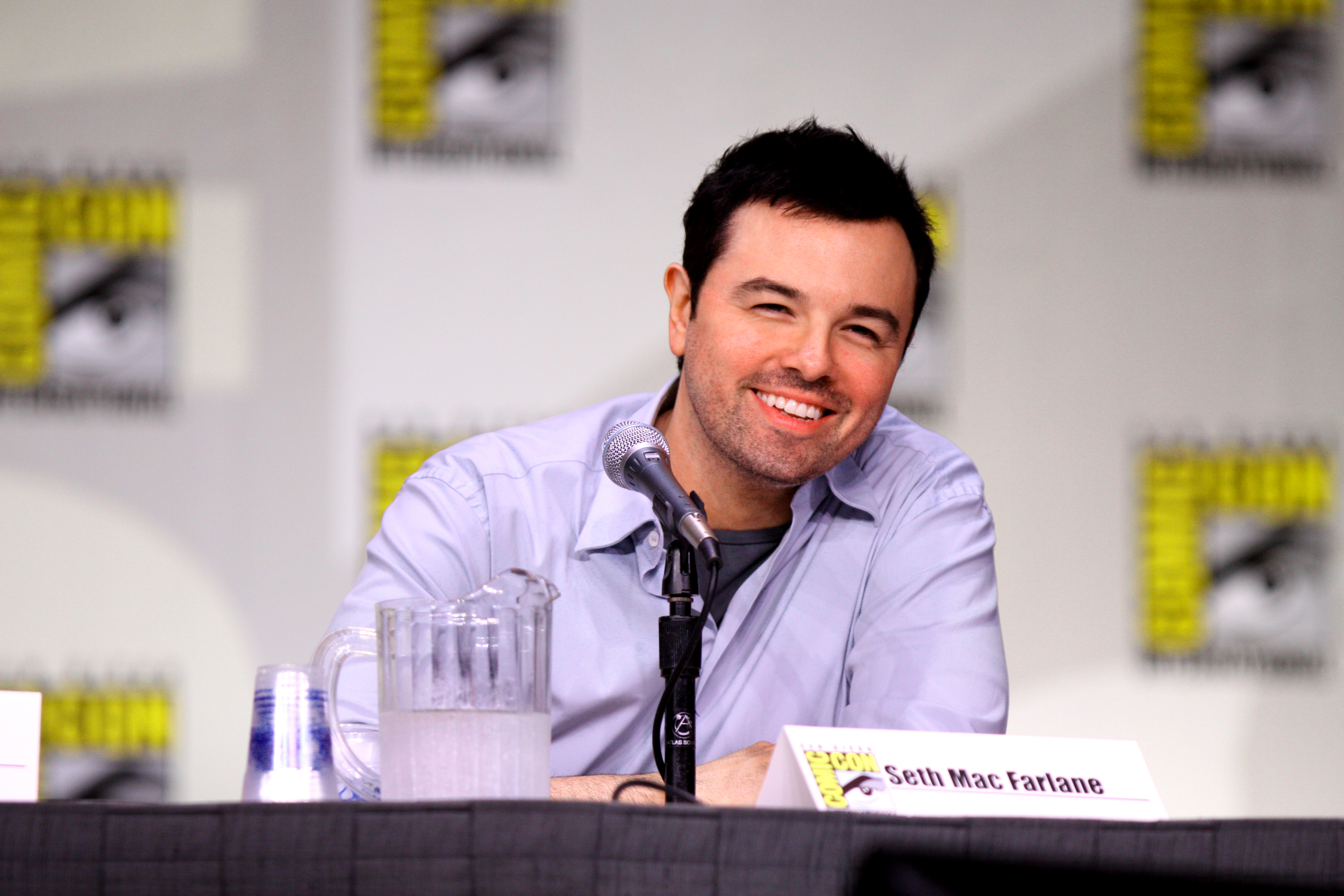
سيث ماكفارلن.
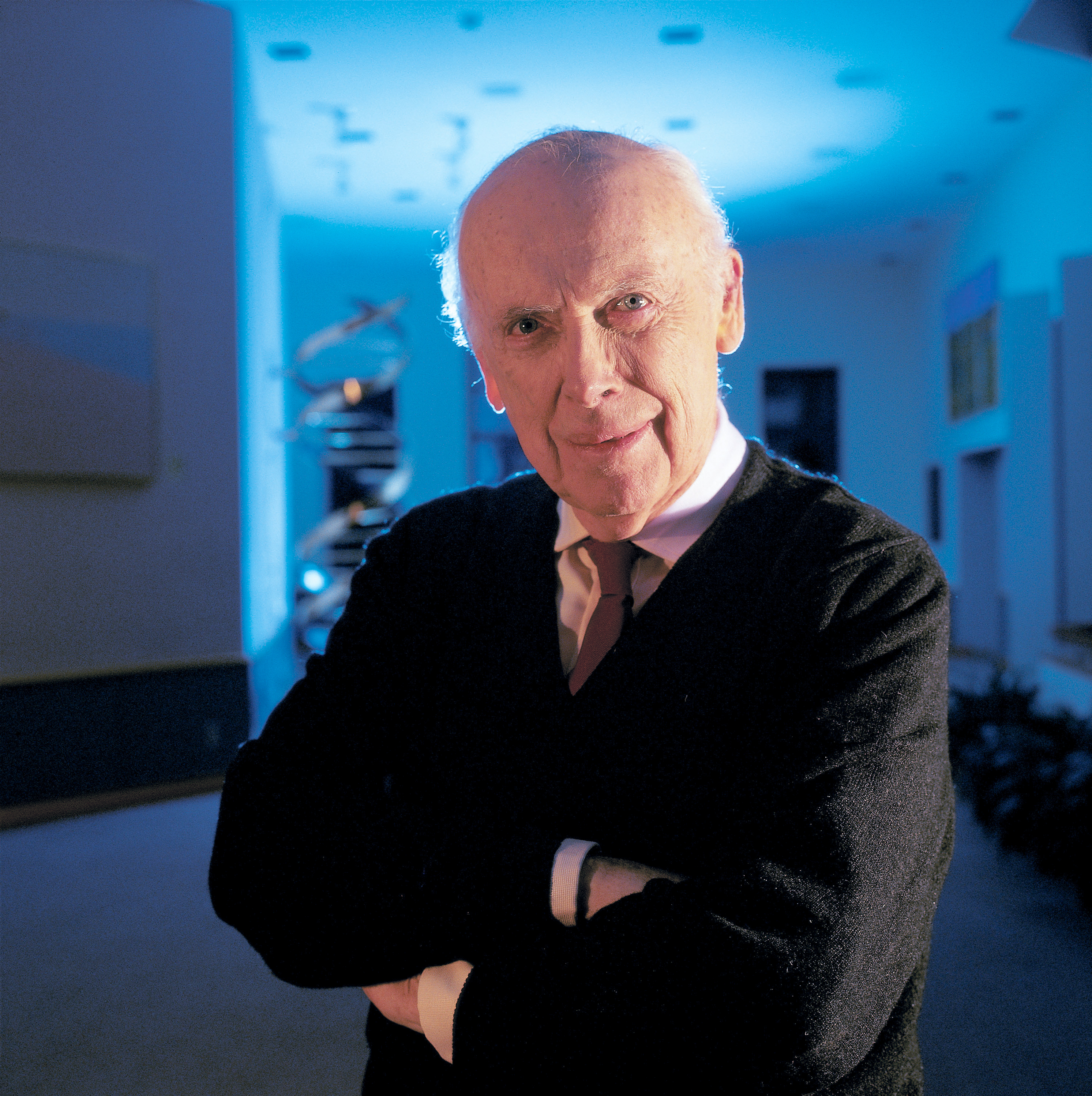
جيمس واتسون.

## مواقع خارجية
- Who is a Roman Catholic?